# Hassan Rowshan
Hassan Rowshan (ur. 24 października 1955 w Teheranie) – irański piłkarz występujący podczas kariery na pozycji napastnika.

## Kariera klubowa
Hassan Rowshan karierę piłkarską rozpoczął w drużynie Taj Teheran w 1969. Z Taj zdobył mistrzostwo Iranu w 1975, Puchar Hazfi w 1977, a na arenie międzynarodowej Azjatycki Puchar Mistrzów w 1970. W 1978 wyjechał do Zjednoczonych Emiratów Arabskich do klubu Al-Ahli Dubaj. Al-Ahli zdobył mistrzostwo Zjednoczonych Emiratów Arabskich w 1980.
W latach 1982–1983 ponownie występował Esteghlalu, a 1983-1984 w Al-Ahli. W 1984 po raz kolejny wrócił do Esteghlalu, w którym w 1988 zakończył karierę. Z Esteghlalem dwukrotnie wygrał ligę teherańską w 1983 i 1985.

## Kariera reprezentacyjna
W reprezentacji Iranu Rowshan zadebiutował 5 września 1974 w wygranym 2-1 meczu Igrzysk Azjatyckich z Birmą. Iran wygrał turniej w Teheranie a Rowshan wystąpił w pięciu meczach z Birmą, Bahrajnem, Malezją, Irakiem (bramka) i Izraelem. W 1976 wygrał z Iranem Puchar Azji. Na turnieju w Iranem był wystąpił w trzech meczach z Irakiem (bramka), Chinami (bramka) i finale z Kuwejtem.
W tym samym roku uczestniczył w Igrzyskach Olimpijskich w Montrealu. Na turnieju w Kanadzie wystąpił we wszystkich trzech meczach z: Kubą, Polską (bramka) i w ćwierćfinale z ZSRR.
W 1978 roku został powołany do kadry na Mistrzostwa Świata. Iran zakończył turniej na fazie grupowej a Rowshan wystąpił we wszystkich trzech meczach z Holandią, Szkocją i Peru (bramka).
W 1980 po raz drugi wystąpił w Pucharze Azji. Na turnieju w Kuwejcie zajął trzecie miejsce a Hejazi wystąpił w czterech meczach z Syrią, Bangladeszem, Koreą Północną i Kuwejtem, który był jego ostatnim meczem w kadrze. Ogółem w latach 1974-1980 Rowshan w reprezentacji wystąpił w 50 meczach, w których zdobył 13 bramek.